# Журівка (Березинський район)
Журівка (біл. вёска Жураўка) — село в складі Березинського району Мінської області, Білорусь. Село підпорядковане Погостівській сільській раді, розташоване в східній частині області.